# آبشار مالتسونیان
آبشار مالتسونیان (به انگلیسی: The Maletsunyane Falls) آبشاری است که در لسوتو واقع شده و ارتفاع کلی ریزشگاه آن ۱۹۲ متر (۶۳۰ پا) است.